# Srebreno
 Ovo je glavno značenje pojma Srebreno. Za plažu pogledajte plaža Srebreno.
Srebreno je naselje u Dubrovačko-neretvanskoj županiji i administrativno sjedište općine Župa dubrovačka.

## Zemljopisni položaj
Srebreno je smješteno u prekrasnoj uvali Župskog zaljeva, 6 km jugoistočno od Dubrovnika, pored Jadranske turističke ceste, između naselja Kupari i Mlini.

## Naziv
Ime Srebreno izvedenica je latinskog "sub Breno" i romanskog Brenum, kasnije Subbrenum.

## Povijest
Naselje Srebreno se spominje još od 1294. godine kad je dio zemljišta u današnjem naselju držala benediktinska opatija s otoka Mrkan.
Tijekom Domovinskog rata Srebreno su bili okupirali i skoro u potpunosti uništili, popalili i popljačkali pripadnici okupatorske JNA i četnici. U ratu je najviše nastradao hotel Orlando koji je zapošljavao većinu domicilnog stanovništva.

## Gospodarstvo
Gospodarstvo Srebrenog se zasniva na turizmu i ugostiteljstvu. Turisti ovaj kraj posjećuju još od davne 1924. godine. Jedini hotel u Srebrenom, hotel Orlando je u potpunosti devastiran tijekom Domovinskog rata i još čeka na obnovu. U Srebrenom se nalazi istoimena dugačka pješčana plaža, pogodna za sigurno i ugodno kupanje djece i odraslih.
Ostale grane privrede koje su u Srebrenom donekle razvijene su ribarstvo, poljodjelstvo i trgovina.
U mjestu postoji i osnovna škola, ambulanta, trgovački centar, caffe barovi i restorani.

## Stanovništvo
U Srebrenom prema popisu stanovništva iz 2011. godine živi 428 stanovnika, a u velikoj većini mjesto nastanjuju Hrvati katoličke vjeroispovjesti.
| broj stanovnika | 33    |       | 22    | 26    | 27    | 26    |       |       | 49    | 92    | 109   | 116   |       |       | 546   | 428   | 382   |
|                 | 1857. | 1869. | 1880. | 1890. | 1900. | 1910. | 1921. | 1931. | 1948. | 1953. | 1961. | 1971. | 1981. | 1991. | 2001. | 2011. | 2021. |